# Ламберт Маастрихтський
Ламберт Маастрихтський (нім. Lambert von Maastricht 635–700) — єпископ Маастрихтський, мученик, святий католицької церкви.
Ламберт народився у Маастрихт у родині аристократів.
В молодості великий вплив на Ламберта надав його дядько святий Теодард, єпископ Маастрихтський. Після його загибелі Ламберт був поставлений єпископом в Маастріхті в 668 або 670 році, ставши третім наступником святого Аманда в цій єпархії. Радник короля Австразії Хильдерика II. Вигнаний після вбивства короля майордомом Еброіном (Ebroïn), Ламберт протягом 7 років переховувався в монастирі Ставло, яким керувала свята Ремакль.
Піпін Герістальский, що прийшов в 681 році до влади, повернув Ламберта на Маастрихтську кафедру, однак згодом Ламберт дорікав Піпіну Герістальскому за позашлюбне співжиття з Альпайдой, матір'ю Карла Мартелла.
Ламберт був вигнаний і протягом 7 років перебував у монастирі в Ставелот.
Ламберта вбили у Льєжі — причиною стала помста за вбивство, скоєне двома його родичами буцімто заради спокою єпископа. На місці, де було вбито Ламберта, збудовано кафедральний собор. Його наступником і єпископом став святий Губерт Льєзький.